# DJ Koze
DJ Koze, de son vrai nom Stefan Kozalla (né en 1972), est un producteur et disc jockey allemand.

## Biographie
Au début des années 1990, il commencé à travailler comme rappeur et DJ dans différents groupes de hip-hop à Flensburg. En 1991, DJ Koze atteint la deuxième place du championnat allemand DMC (un dérivé du Disco Mix Club). Deux ans plus tard, il déménage à Hambourg et fonde, avec Cosmic DJ, DJ Stachy et le « terrible Sven », la formation hip-hop Fischmob, qui durera environ cinq ans.
Parallèlement, il s'intéresse à la musique électronique, accroît sa notoriété en tant que DJ et produit quelques remixes, parfois sous le pseudonyme d'Adolf Noise. En 1996, il publie Wunden, s. Beine offen, qualifié de « pièce radiophonique chillout ». En 1999, son mélange du single de Blumfeld, Tausend Tränen Tief, avec le morceau de house minimale Loverboy de Steve Bug a un succès particulier. Une collection de remixes de ce type paraît en 2000 sous le titre Music Is Okay. 
Il a participé à des raves et festivals comme le Coachella, l'Osheaga, l'Outside Lands, le Roskilde, le Sónar, Tomorrowland, SonneMondSterne, Melt!, Time Warp, Mayday, Mutek, Amsterdam Dance Event, Snowbombing et Nature One.
Son album Amygdala, sorti en 2013 sur Pampa Records, le fait entrer pour la première fois dans les charts officiels allemand et suisse. En outre, il reçoit le prix de la critique lors de la cérémonie Echo 2014. Le 15 juin 2015, le label berlinois Studio K7 publie la 50e édition de la série de mixes DJ-Kicks, mixée par lui, à l'occasion du vingtième anniversaire de cette série, qui a été très remarquée au niveau national et international.
En janvier 2018, DJ Koze annonce la sortie de son quatrième album studio intitulé Knock Knock, qui sort le 4 mai 2018 sur son label Pampa Records,. Il comprend des featurings de Justin Vernon (Bon Iver), Kurt Wagner (Lambchop), Sophia Kennedy, Róisín Murphy et Speech (Arrested Development), entre autres. La station de radio ByteFM le décrit comme « une corde raide entre bizarrerie et pop » et en fait l'album de la semaine et le disque le plus vendu de l'année.
Le 12 juillet 2018, son remix du morceau Humility du single The Now Now du groupe britannique Gorillaz sort. Le 19 octobre 2018, il est récompensé par le prix de la culture pop dans la catégorie « producteur/productrice préféré(e) » au Tempodrom de Berlin. Le 12 décembre 2019, DJ Koze présente en première son nouveau concert Popup Jungle dans la salle de concert de l'Opéra de Sydney,.
Sur l'album 5. Dimension de Marteria, sorti en 2021, DJ Koze est présent en tant que featuring et producteur sur 4 des 12 chansons. Paradise Delay sort en tant que single et atteint la 78e place du classement allemand des singles.
Róisín Murphy sort en mars 2023 le single CooCool, produit par Koze, sur le label Ninja Tune. L'album Hit Parade, également produit par DJ Koze, sort en septembre 2023 et atteint la 6e place dans les charts officiels allemands et la 5e place dans les charts officiels britanniques des albums durant la semaine de sa sortie.

## Discographie

### Albums studio
- 2005 - Kosi Comes Around (Kompakt)
- 2013 - Amygdala (Pampa Records)
- 2018 - Knock Knock (Pampa Records)
- 2025 -  Music Can Hear Us (Pampa Records)

### EP
- 1998 : Happy Hip Hop (Yo Mama)
- 2001 : Deine Reime Sind Schweine (Regelrechte Schweine) (Buback)
- 2003 : The Geklöppel Continues (Kompakt)
- 2004 : Late Check Out (Kompakt)
- 2004 : Speicher 20 (Kompakt)
- 2005 : Lighta Spuba (Freude am Tanzen)
- 2006 : Kosi Comes Around – Remixes Part 1 (Kompakt)
- 2006 : Stompin at the Clubfoot (Kompakt)
- 2007 : All the Time (Philpot)
- 2007 : Naked (Cereal/Killers)
- 2008 : I Want to Sleep (International Records Recordings)
- 2009 : Mrs. Bojangels (Circus Company)
- 2010 : Rue Burnout / Blume der Nacht (Pampa Records)
- 2012 : My Orphaned Son / It's Only (Pampa Records)
- 2013 : Amygdala Remixes #1 (Pampa Records)
- 2014 : La Duquesa / Burn With Me (Pampa Records)
- 2014 : Amygdala Remixes #2 (Pampa Records)
- 2014 : La Duquesa / Burn With Me (Pampa Records)
- 2015 : XTC (Pampa Records)
- 2016 : Driven (Hart&Tief)
- 2018 : Seeing Aliens (Pampa Records)
- 2018 : Pick Up (Pampa Records)
- 2021 : Record Store Day 2021 Exclusive (Pampa Records)
- 2022 : knock knock Remixes #1 (Pampa Records)
- 2022 : knock knock Remixes #2 (Pampa Records)
- 2023 : Róisín Murphy & DJ Koze – Can't Replicate 12” Edit (White Label)
- 2023 : DJ Koze - Wespennest/Candidasa EP (Pampa Records)
- 2024 : Gerry Read x DJ Koze - Highly Recommended (8 Head Records)
- 2024 : DJ Koze feat. Arnim Teutoburg-Weiß und The Düsseldorf Düsterboys - Wie schön du bist (Pampa Records)

### Compilations
- 2000 : Music Is Okay (Yo Mama)
- 2009 : Reincarnations: The Remix Chapter 2001–2009 (Get Physical Music)
- 2014 : Reincarnations Pt. II: The Remix Chapter 2009–2014 (Pampa Records)

### DJ Mixes
- 2004 : All People Is My Friends (Kompakt)
- 2009 : Resident Advisor #145
- 2013 : FACT 387
- 2013 : XLR8R 324
- 2015 : DJ-Kicks: DJ Koze (#50) (Studio K7)

### Remixes
- Herbert – It's Only (DJ Koze Remix)
- Moderat – Bad Kingdom (DJ Koze Remix)
- Mount Kimbie – Made to Stray (DJ Koze Remix)
- Malaria! vs. Chicks on Speed – Kaltes Klares Wasser (DJ Koze Remix)
- Blumfeld – Tausend Tränen Tief (Loverboy Mix)
- Fettes Brot – Silberfische In Meinem Bett (Adolf Noise Meets Fettes Blut)
- Die Goldenen Zitronen – Weil Wir Einverstanden Sind (DJ Koze a.k.a. Adolf Noise Remix)
- Egoexpress – Telefunken (DJ Koze Remix)
- Rocko Schamoni – The Diskoteer (DJ Koze Remix)
- Die Fantastischen Vier – Le Smou (DJ Koze & Mario Von Hacht Rmx)
- Reinhard Voigt – Zu Dicht Dran (DJ Koze Remix)
- Hildegard Knef – Ich Liebe Euch (DJ Koze Remix)
- Andreas Dorau – Kein Liebeslied (DJ Koze Remix)
- Ada – Eve (DJ Koze Remix)
- Ada – Faith (DJ Koze Remix)
- Heiko Voss – I Think About You (DJ Koze Mix)
- Mano Le Tough – Energy Flow (DJ Koze Remixes)
- James Figurine – Apologies (DJ Koze Rmx)
- Wassermann – Die Schallplatte (DJ Koze Remix)
- Meloboy – Hot Love (DJ Koze Mix)
- Wechsel Garland – Mutes (DJ Koze's Broken CD-Mix)
- Blagger – Strange Behavior (DJ Koze AKA Swhaimi Remix)
- Lawrence – Rabbit Tube (DJ Koze Remix)
- Alter Ego – Jolly Joker (DJ Koze's Nuttich Styler Remix)
- Battles – Atlas (DJ Koze Remix)
- Gerd – 1 In The Morning (At the Club) (DJ Koze Remix)
- Sascha Funke – Mango Cookie (DJ Koze Remix)
- Mathias Kaden – Kawaba (DJ Koze's Kosi-San Remix)
- Nôze – Danse aavec moi (DJ Koze Rework)
- Matthew Dear – Elementary Lover (DJ Koze Rmx)
- Låpsley – Operator (DJ Koze Remix) (XL)
- Caribou – Found Out (DJ Koze Remix)
- Caribou – Jamelia (DJ Koze Remix)
- The Big Crunch Theory – Distortion (DJ Koze Remix)
- Who Made Who – Keep Me In My Plane (DJ Koze Hudson River Dub)
- Makossa & Megablast Feat. Cleydys Villalon – Soy Como Soy (DJ Koze No Voy A Cambiar Repaso)
- Efdemin – There Will Be Singing (DJ Koze Remix)
- Michael Mayer & Joe Goddard – For You (DJ Koze Remixes)
- Chilly Gonzales – Knight Moves (DJ Koze Remix)
- Apparat – Black Water (DJ Koze Remix)
- Superflu – Jo Gurt (Dj Koze RMX)
- 2raumwohnung – Somebody Lonely and Me (Remixes)
- Matias Aguayo – Minimal (DJ Koze Remix)
- Underworld – I Exhale (DJ Koze Remix)
- Roman Flügel – 9 Years (DJ Koze Remix)
- Radio Slave – Reverse (DJ Koze Edit)
- Gorillaz – Humility (DJ Koze Remix)
- Radio Slave – Reverse (DJ Koze Edit)
- Gerry Read – It’ll All Be Over (DJ Koze Remix)
- Lakou Mizik & Joseph Ray - Sanba Yo Pran Pale (DJ Koze Remix)
- José González – Tjomme (DJ Koze Remix)
- Solomun feat. Jamie Foxx – Ocean (DJ Koze Remix)
- Peggy Gou – I Go (DJ Koze Remix)
- Melle Brown feat. Annie Mac – Feel About You (DJ Koze Remix)
- Dumbo Tracks – Everybody Knows (DJ Koze Remix) feat. Markus Acher

### Avec Adolf Noise
- 1996 : Wunden, S. Beine Offen
- 2001 : Deine Reime Sind Schweine (Regelrechte Schweine)
- 2005 : Wo die Rammelwolle fliegt

### Avec Fischmob
- 1995 : Männer können seine Gefühle nicht zeigen
- 1998 : Power

### Avec Marsimoto
- 2024 : Mushroom No. 5

### Avec Monaco Schranze
- 2003  : Speicher 11 (avec Naum)
- 2004 : Speicher 25 (avec Gebr. Teichmann)

### Avec Marteria
- 2021 : Paradise Delay, Neonwest, Loft & Liebe (feat. Miss Platnum & Hacki), Zug der Erkenntnis

### Avec Róisín Murphy
- 2023 : Coocool, The Universe, Hit Parade

## Distinctions
| ByteFM              | - 2014: Platz 1 - Amygdala - 2018: Platz 1 - Knock Knock |
| De:Bug              | - 2003 : 6e place - 2005 : 1re place - 2008 : 2e place - 2010 : DJ de l'année : 1re place et single de l'année : 1re place pour Blume Der Nacht (Pampa) - 2013: - Album de l'année : 1re place - Amygdala                                                      |
| DJ Mag              | - 2016 : Top 20 Remixes of 2016 : Låpsley – Operator (DJ Koze’s Extended Disco Version) (XL Recordings) |
| DJ Awards           | - 2018 : dans la catégorie « electronica/downtempo » (DJ Koze) |
| Echo Pop            | - 2014 : dans la catégorie « Kritikerpreis » (Amygdala) |
| Faze Magazin        | * 2023 : producteur de l'année : 1re place |
| FM4                 | - 2018 : 1re place - Pick Up |
| Groove Magazin      | - 2013 : album de l'année : 1re place - Amygdala - 2015 - DJ de l'année : 2e place - Producteur de l'année : 1re place - Meilleur morceau de l'année : 1re place pour XTC - Compilation de l'année : 1re place pour DJ Kicks #50, etc.                         |
| Mixmag              | - 2018 : 1re place pour Pick Up |
| Musikexpress        | - 2018 : 7e place - Knock Knock |
| Noisey              | - 2018 : 9e place pour Knock Knock |
| Pitchfork           | - 2013 : 32e place - Amygdala - 2018 : 3e place - Knock Knock - 2018 : The 100 Best Songs of 2018 : 5e place pour Pick Up - 2019 : The 200 Best Albums of the 2010s : 51e place pour Knock Knock                                                               |
| Preis für Popkultur | - 2018 : dans la catégorie Lieblingsproduzent/in (Knock Knock) |
| Radio Eins          | - 2018 : 1re place pour Knock Knock |
| Resident Advisor    | - 2008 : Top 30 tracks of 2008 : 1re place pour I Want to Sleep (IRR) - 2013 : Top 50 tracks of 2013 pour Matthew Herbert - It's Only (DJ Koze remix) - 2018 : 2018's Best Albums pour Pick Up - 2013 : 20 Best Dance Albums of 2013 : 19e place pour Amygdala |
| XLR8R               | - 2013: 30 Best Albums : 5e place pour Amygdala |
| Zündfunk            | - 2013 : 1re place pour Amygdala |